# Bentley Speed Six
Bentley Speed Six — спортивный автомобиль британского производителя Bentley, который стал самым успешным гоночным автомобилем марки.

## Предыстория
Уже самая первая модель Уолтера Бентли, владельца компании Bentley Motors Ltd — Bentley 3 Litre — была настолько удачной (две победы в круглосуточной гонке), что сын добытчиков алмазов из ЮАР, гонщик-миллионер Вульф Барнато решил стать личным спонсором завода и впоследствии постоянно вкладывал деньги в производство. Постепенно клиентура компании расширилась: к Уолтеру обращались такие люди, для которых все прочие суперкары того времени были недостаточно быстрыми, просторными, комфортными и бесшумными. Бентли смог удовлетворить их запросы, представив в 1926 году модель Bentley 6,5 Litre.

## Описание

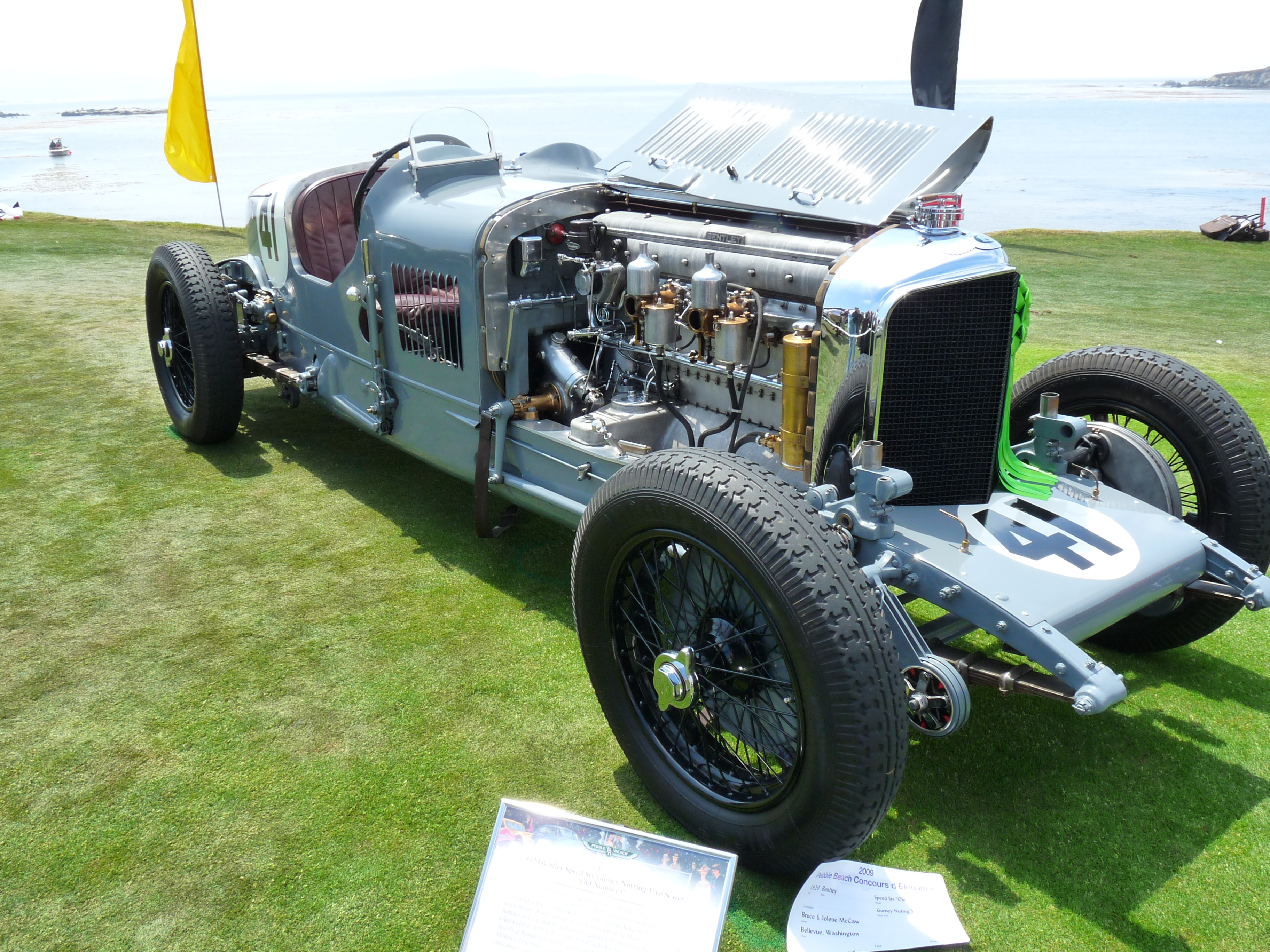
Bentley, победившая в 24 часа Ле-Мана 1929 и 1930 годов

Первоначально двигатель имел объём 6597 см³ и развивал мощность в 147 л. с. при 3500 об/мин; передовыми для того времени были восьмиопорный коленчатый вал, четыре клапана на цилиндр и сложная бесшумная система привода верхнего распредвала. Автомобиль стоил дорого — одна только ходовая часть обходилась в 1450 фунтов. Несмотря на массу в две тонны, машина разгонялась до 140 км/ч и была легка в управлении. Было решено испытать такой автомобиль в гонках. Гоночная версия получила дополнительно 20 л. с., два сдвоенных карбюратора и обозначение Speed Six. В 1929 году компания подготовила ещё более форсированную версию для участия в Ле-Мане. Двигатель в 200 л. с. установили на укороченную до 3350 мм базу; а на всех колёсах диаметром 21 дюйм применялись большие барабанные тормоза с вакуумным сервоусилителем. Усилия были потрачены не зря — новый суперкар завоевал победу в 1929 и 1930 годах.

## Версия с закрытым кузовом

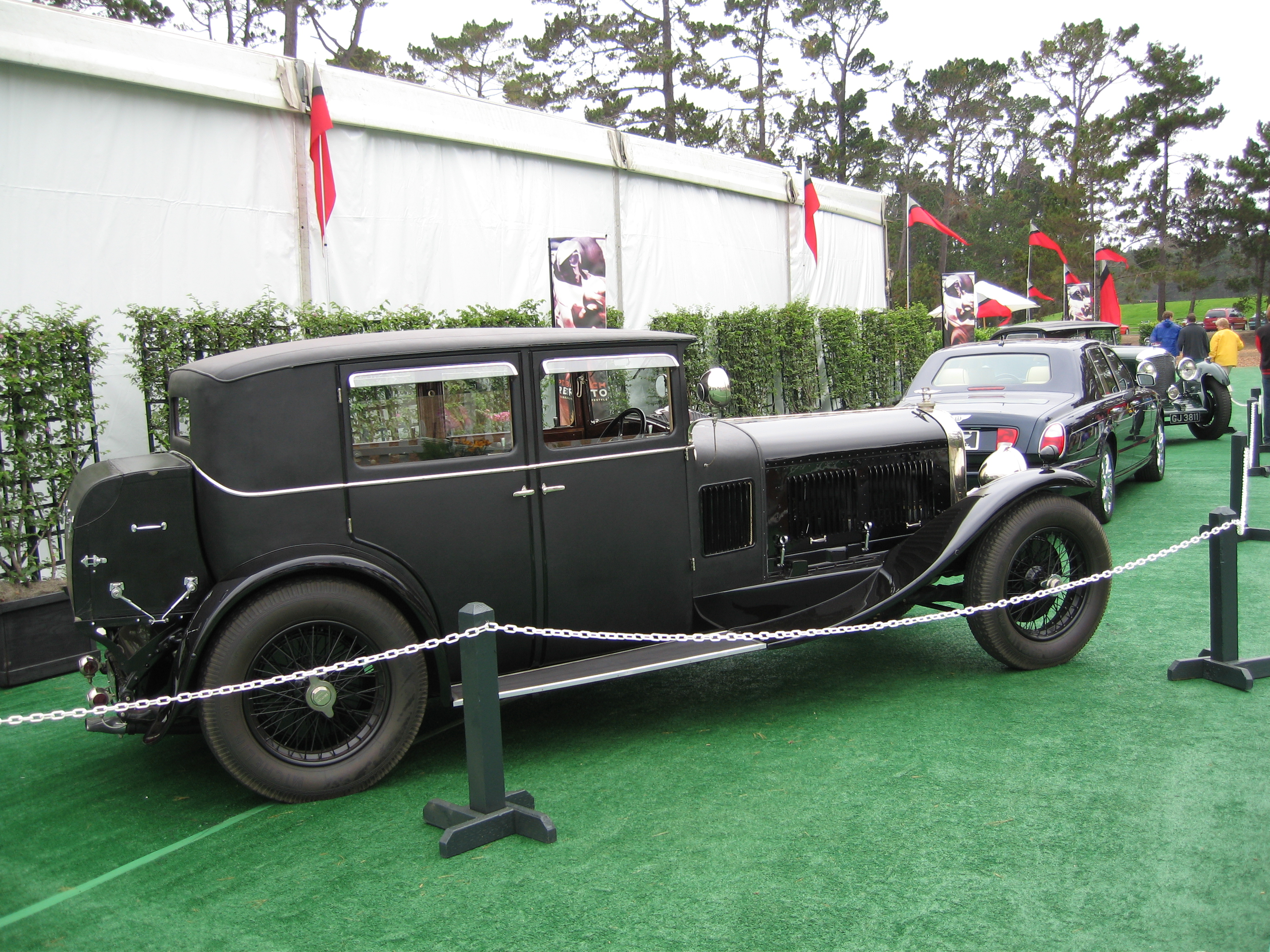
Четырёхдверный седан

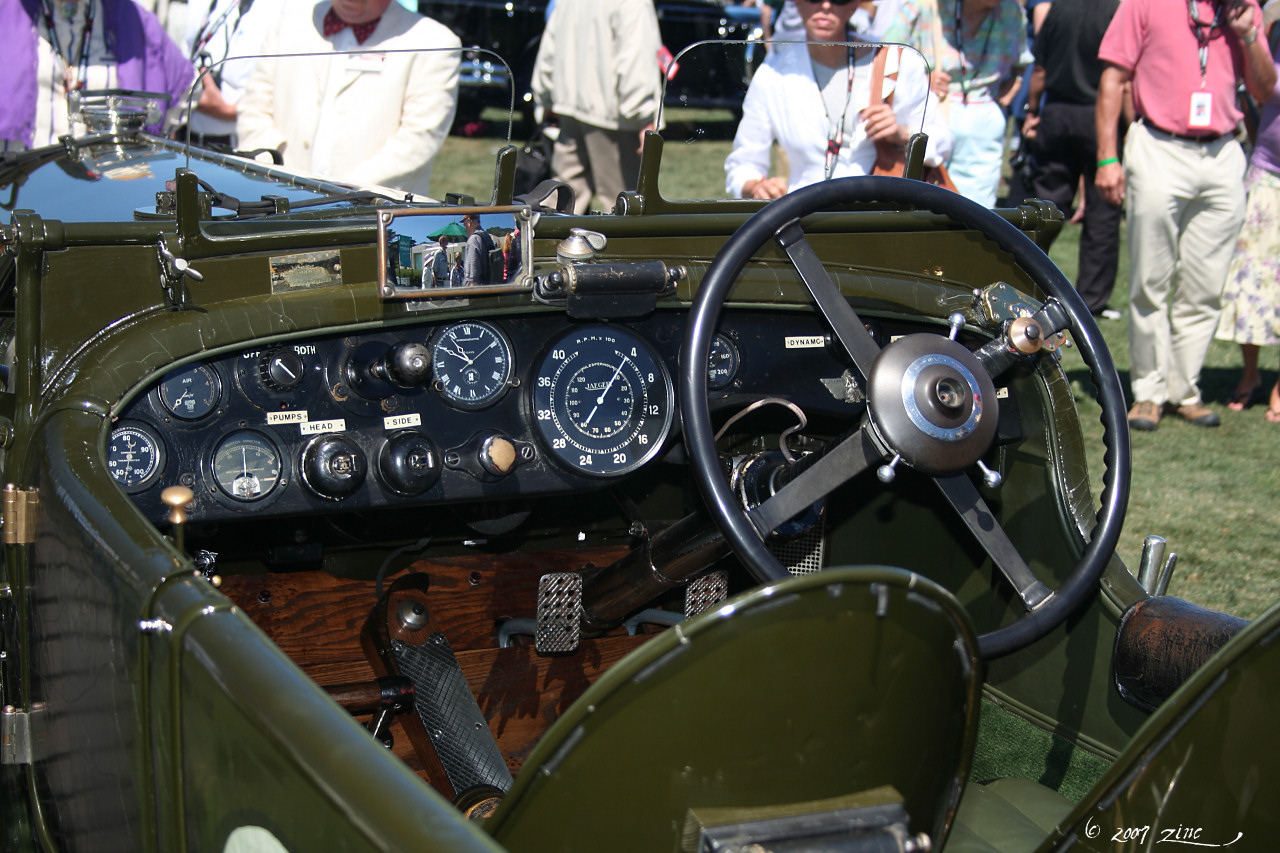
Приборная панель

Оба раза за рулём победоносной машины был Вульф Барнато, и она ему понравилась настолько, что он заказал себе специальный экземпляр Speed Six с закрытым кузовом. На 3,5-метровую базу лондонский кузовщик Герни Наттинг установил двухдверный каркасный кузов, частично обшитый кожей; кузов был построен по эскизам самого Барнато. Купе имело покатую крышу, что не могло обеспечить должного комфорта пассажирам второго ряда. Поэтому единственное заднее сиденье было установлено боком по отношению к продольной оси автомобиля, у левого борта; в результате весь салон получился трёхместным. В 1930 году эксклюзивная модель была завершена, и Вульф Барнато решил испытать её довольно оригинальным способом: устроил гонки с «Голубым поездом», следовавшим из Канна в Кале. Состав не успел ещё подъехать к конечной станции, а автомобиль Барнато был уже намного дальше, а именно — в Лондоне. Впоследствии гонщик использовал свой Bentley (который журналисты назвали «Blue Train Coupe») как повседневное средство передвижения. Помимо Барнато, управление уголовного розыска полиции Западной Австралии эксплуатировало два экземпляра с закрытым кузовом в качестве патрульных автомобилей.